# Guifré Gol i Terradellas
Guifré Gol i Terradellas (Badalona, 2 de juliol de 1944) és un exjugador i entrenador de bàsquet.
Fill de l'entrenador Pere Gol, es va incorporar al bàsquet als infantils del Club Joventut Badalona, club on va jugar durant setze anys, fins a l'any 1973. Va debutar en el primer equip el 1962, amb el qual va aconseguir la Lliga la temporada de 1966-67 i la Copa de 1969. La temporada 1973-74 es va incorporar al Círcol Catòlic de Badalona, on va ser jugador i ajudant de l'entrenador Aíto García Reneses. Encara va jugar una temporada més, a la tercera divisió de la Penya Margall. Després es va retirar com a jugador i es va dedicar a entrenar, primer el Club Bàsquet Mollet durant tres temporades, el CB L'Hospitalet (1979-80), el CB Canet (1980-81), i de nou l'Hospitalet (1981-84), amb l'ascens a la lliga estatal, i dues temporades al RCD Espanyol (1983-85). Les dues darreres temporades com a entrenador va ser entrenador del CB Sant Josep Girona (1987-88) i va obtenir l'ascens a l'ACB, i després va dirigir el Grup IFA CB Unipublic (1988-1989).